# Lamar (nome)
Lamar  è un nome proprio di persona inglese maschile.

## Origine e diffusione
Riprende un cognome inglese e francese. Il cognome proviene a sua volta da un toponimo della Normandia, derivato dall'espressione francese antica la mare, "la pozza", "lo stagno", "il laghetto".
Il nome Jamar è probabilmente frutto di una sua combinazione con Jamal.

## Onomastico
Non ci sono santi con questo nome, che è quindi adespota. L'onomastico si può festeggiare il 1º novembre, giorno di Ognissanti.

## Persone

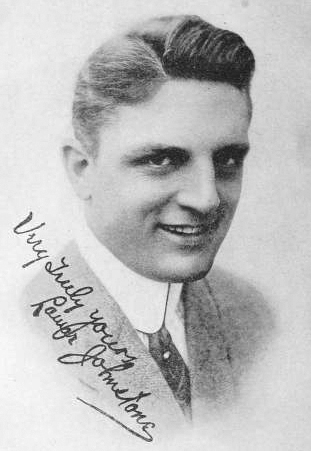
Lamar Johnstone

- Damone Lamar Brown, cestista statunitense
- Lamar Butler, cestista statunitense
- Brent Lamar Darby, cestista statunitense
- Lamar Green, cestista statunitense
- Lamar Johnstone, attore statunitense
- Lamar Miller, giocatore di football americano statunitense
- Lamar Neagle, calciatore statunitense
- Lamar Odom, cestista statunitense
- Lamar Smith, politico statunitense
- Lamar Trotti, sceneggiatore statunitense